# Polna (przystanek kolejowy)
Polna – przystanek kolejowy w miejscowości Polna, w województwie małopolskim, w Polsce. Znajduje się 3, 615 km linii kolejowej 108 (Stróże - Krościenko), na szlaku Stróże - Wola Łużańska.
Przystanek posiada zadaszenie punktowe w postaci małych wiat peronowych oraz niski peron o nawierzchni mieszanej.

## Historia
Przystanek powstał podczas prac elektryfikacyjnych na linii kolejowej w 1988 roku.

## Ruch pociągów
W 1996 roku w Polnej zatrzymywało się 10 par pociągów osobowych, natomiast 10 lat później liczba ta spadła do 7. 
W 2009 roku na przystanku zatrzymywały się już jedynie 2 pary pociągów REGIO rel. Stróże - Biecz (ze względu na kłopoty z finansowaniem pociągów osobowych przez województwo podkarpackie, pociągi REGIO skrócono z Jasła do Biecza - ostatniej stacji w woj. małopolskim).
Ruch pociągów pasażerskich na stacji wstrzymano 31 maja 2010. W późniejszym czasie ze stacji prowadzony był ruch poprzez zastępczą komunikacją autobusową, która również została zlikwidowana.
Po remoncie szlaku Stróże - Wola Łużańska, 1 października 2017 został przywrócony został ruch pociągów osobowych pomiędzy Stróżami a Gorlicami Zagórzanami. Odtąd, na stacji zatrzymują się pociągi Kolei Małopolskich relacji Kraków – Jasło – Kraków i Nowy Sącz – Jasło – Nowy Sącz. .

## Ruch pasażerski
| Rok  | Wymiana pasażerska na dobę |
| ---- | -------------------------- |
| 2017 | 0-9                        |
| 2022 | 0-9                        |

## Przyszłość
Program "Kolej +" zakłada gruntowną modernizację linii kolejowej 108 między Stróżami a granicą województwa do 2028 roku. W ramach prac, przystanek ma zyskać nowy peron.